# Croton doratophyllus
Espèce
Croton doratophyllus est une espèce de plantes à fleurs du genre Croton et de la famille des Euphorbiaceae, peut-être présente au Brésil.
Il a pour synonymes :
- Cieca doratophylla, (Baill.) Kuntze
- Julocroton doratophyllus, (Baill.) Müll.Arg.